# Vogue (雜誌)
《Vogue》又譯作時尚，是美國期刊出版公司康泰納仕每月發行的流行時尚雜誌，收錄時尚、生活風格、與設計之相關內容，於1892年在紐約市創辦、發行，最早為一份週報，後成為月刊，現發行於全球二十六个国家和地区。

## 版本
| 版本               | 创立时间                        |
| ------------------ | ------------------------------- |
| 美国               | 1892年                          |
| 英国               | 1916年                          |
| 法国               | 1920年                          |
| 西班牙             | 1988年                          |
| 意大利             | 1964年                          |
| 德国               | 1979年                          |
| 新西兰             | 1957年-1968年                   |
| 澳大利亚           | 1959年                          |
| 巴西               | 1975年                          |
| 墨西哥和拉丁美洲   | 1999年                          |
| 新加坡             | 1994年-1997年                   |
| 韩国               | 1996年                          |
| 台湾（国际中文版） | 1996年                          |
| 俄罗斯             | 1998年                          |
| 日本               | 1999年                          |
| 希腊               | 2000年（2012年11月-2018年停刊） |
| 葡萄牙             | 2002年                          |
| 中国大陆           | 2005年                          |
| 印度               | 2007年                          |
| 土耳其             | 2010年                          |
| 荷兰               | 2012年                          |
| 泰国               | 2013年                          |
| 乌克兰             | 2013年                          |
| 阿拉伯             | 2017年                          |
| 波兰               | 2018年                          |
| 捷克和斯洛伐克     | 2018年                          |
| 香港               | 2019年                          |

## 爭議
2018年4月，傳出康泰納仕集團主席換上新一代管理層—喬納森·紐豪斯，他不滿安娜·溫特權力過高，同時未見她能打破在數位化中難以轉型的赤字困境，所以希望安娜完成9月的雜誌後離職。
同年6月，傳聞中國版《时尚》主編張宇因權力過高將會被康泰纳仕換走，落實世代交替的計劃。
2018年，當紅模特兒吉吉·哈迪德第二十七次登上《时尚》的封面。但刊物出現後引起很大迴響，皆因膚色被修至深色，讓讀者聯想到「黑脸」，及後出版集團康泰纳仕才解釋並表示封面的概念來自海灘時尚，因此想強調夏日氣氛。
2022年，韩国诚信女子大学教授徐坰德向《时尚》杂志致函抗议，指出杂志接受中国大陆YouTuber十音的主张，误将韩国传统服装韩服称为“汉服”是不合理的，并要求《时尚》杂志尽早纠正错误，删除十音所主张的错误信息。

## 外部連結
- （繁體中文）Vogue 台灣版官方網站 （页面存档备份，存于）
  - Vogue Taiwan Facebook的Facebook專頁
  - Vogue Taiwan Instagram的Instagram帳戶
- 中国大陆版官方網站 （页面存档备份，存于）
- 美國版官方網站
- 法國版官方網站 （页面存档备份，存于）
- Bookrags.com 《Vogue》雜誌的歷史